# ژرژ لیچنسکی
ژرژ لیچنسکی فیلمبردار و کارگردان یهودی‌تبار سینمای ایران بود.

## زندگی‌نامه
ژرژ لیچنسکی در سال ۱۲۹۴ خورشیدی از پدری کلیمی (مهاجر لهستانی) و مادری فرانسوی متولد شد و در سال‌های نوجوانی به همراه خانواده اش عازم اسرائیل شد. او به زبان‌های فرانسه، روسی و آلمانی مسلط بود؛ و فعالیت سینمائی را با ساخت چند فیلم کوتاه آغاز کرد. در زمان اقامتش در اسرائیل با گروه تهیهٔ فیلم «شعبده‌باز» به کارگردانی ادوارد دمیتریک، همکاری داشت. او به دلیل علاقه اش به ایران، به زادگاهش برگشت. وی در طراحی نقشه و ساختن بلوار کرج و کوی مکانیر و مقداری امور عمرانی در شمال ایران سهمی بسزایی دارد. او که حرفه ای‌ترین مردان تکنیکی نسل اول فیلمبرداران ایران بود، در جریان فیلمبرداری فیلم «کلید» مریض شد و در پایان کار به دلیل ابتلا به بیماری سرطان خون، در سال ۱۳۴۱ در تهران درگذشت.

## فیلم‌شناسی
- کلید (کارگردانی و فیلمبرداری ۱۳۴۱) پس از اینکه ۲۰ دقیقه از فیلم فیلمبرداری شده بود و کارگردانش محمود نوذری درگذشت ادامهٔ کار توسط لیچنسکی پیگیری شد. وی با استفاده از دکوپاژ نوذری فیلم را به پایان رسانید اما خودش هم وقتی فیلم روی پرده رفت زنده نبود …
- قربون خودم (فیلمبرداری ۱۳۴۱)
- بهلول (فیلمبرداری ۱۳۳۶ با همکاری عنایت‌الله فمین، ایرج فره‌وشی و محمود کوشان)
- رستم و سهراب (فیلمبرداری ۱۳۳۶)
- زندگی شیرین است (فیلمبرداری ۱۳۳۵)
- چهارراه حوادث (۱۳۳۴ با همکاری واهاک وارطانیان)
- خواب و خیال (فیلمبرداری و طرح اولیه داستان ۱۳۳۴)
- خون و شرف (فیلمبرداری ۱۳۳۴)
- عروس دجله (فیلمبرداری ۱۳۳۳ با همکاری عنایت‌الله فمین و ایرج فره‌وشی)
- دختری از شیراز (فیلمبرداری ۱۳۳۳) بعد از کناره‌گیری بوریس ماتویوف به دلیل بیماری
- ماجرای زندگی (فیلمبرداری ۱۳۳۳)